# Settimana della moda di Shenzhen
La Settimana della moda di Shenzhen (Cinese semplificato: 深圳时装周; Cinese Tradizionale: 深圳時裝周) è una sfilata di moda che si tiene nella città di Shenzhen, in Cina, istituita dal consiglio municipale della città. L'evento viene organizzato dall'Associazione dell'industria dell'abbigliamento di Shenzhen. La prima edizione si è svolta nel 2014 e da allora si tiene due volte all'anno.
La prima edizione della Settimana della moda di Shenzhen si è tenuta presso l'OCT Harbor, mentre l'edizione primavera/estate 2024 si è svolta nel Parco dei Talenti di Shenzhen e nel Mix City.